# Arugisa oppressa
Arugisa oppressa är en fjärilsart som beskrevs av William Schaus 1911. Arugisa oppressa ingår i släktet Arugisa och familjen nattflyn. Inga underarter finns listade i Catalogue of Life.